# GROWING UP (光GENJIの曲)
「GROWING UP」（グローイング・アップ）は、光GENJIの15枚目のシングル。1991年11月7日（木曜日）にポニーキャニオンから発売された。

## 記録
売上枚数は、公称で12万枚。

## 収録曲
1. GROWING UP
  - 作詞：三井拓、作曲：松本俊明、編曲：鷺巣詩郎
2. 若さのゆくえ
  - 作詞：吉澤久美子、作曲：山口美映子、編曲：米光亮
3. GROWING UP（MINUS LEAD VOCAL KARAOKE）
4. 若さのゆくえ（MINUS LEAD VOCAL KARAOKE）

## 収録アルバム
| 曲名       | 収録アルバム     | 発売日       | 備考              |
| ---------- | ---------------- | ------------ | ----------------- |
| GROWING UP | 『BEST FRIENDS』 | 1992年3月4日 | 1stベストアルバム |